# Poyntonophrynus lughensis
Poyntonophrynus lughensis är en groddjursart som först beskrevs av Arthur Loveridge 1932.  Poyntonophrynus lughensis ingår i släktet Poyntonophrynus och familjen paddor. IUCN kategoriserar arten globalt som livskraftig. Inga underarter finns listade i Catalogue of Life.